# Majdan
Majdan, Maidan, Meidan oder Meydan (persisch ميدان, DMG Maidān, ‚Platz, Feld, Arena‘) ist in den Sprachen Persisch und Urdu die Bezeichnung für einen Markt- oder Versammlungsplatz. Das Wort wurde in zahlreiche andere Sprachen übernommen, zum Beispiel ins Arabische, Türkische, Ukrainische und Indonesische. Über mittellateinisch maidanum gelangte das Wort in die portugiesische, italienische und französische Sprache.
Der Majdan Nesaleschnosti in Kiew war der Mittelpunkt des Euromaidan in der Ukraine (Revolution der Würde).